# Olechky
Olechky (en ukrainien : Олешки, en russe : Алёшки, Aliochki), nommée de 1928 à 2016 Tsiouroupynsk (en ukrainien : Цюрупинськ, en russe : Цюрупинск), est une ville de l'oblast de Kherson, dans le sud de l'Ukraine, et le centre administratif du raïon d'Olechky. Elle est occupée par la Russie depuis février 2022. Sa population, avant la guerre, s'élevait à 25 112 habitants en 2013.

## Géographie
Olechky est située au bord de la rivière Konka, sur la rive gauche du Dniepr, qui la sépare de la ville de Kherson, à 10 km à l'ouest. Elle se trouve près de massifs de sable (les sables Olechky ou du Bas-Dniepr).
Du sud-ouest au nord-est, la ville s'étend sur 7,5 km et fait partie de l'agglomération de Kherson.

## Histoire

### Implantation et développement
La première mention d'une localité à cet emplacement remonte à 1084. En 1711, elle est citée comme un établissement de Cosaques, les Olechkivska Sitch (en ukrainien : Олешківська Січ). Nommée alors Aliochki, et faisant partie du gouvernement de Tauride, elle obtient le statut de ville en 1876. Au recensement de 1897, la ville compte 8 999 habitants, dont 69,44 pour cent de Russes, 21,68 pour cent d'Ukrainiens, 8,19 pour cent de Juifs, 0,33 pour cent de Polonais, 0,17 pour cent de Tatars et 0,1 pour cent d'Allemands.
Dans la première moitié du XXe siècle son développement est fortement entravé par la guerre civile russe, la famine de 1932-1933 et la Seconde Guerre mondiale.

### Période soviétique
Le 7 décembre 1928, elle est renommée Tsiouroupinskoïé (Цюрупинское) en l'honneur du député soviétique Alexandre Tsiouroupa, natif de la localité et décédé neuf mois auparavant. Puis de 1938 à 2016, la ville se nomme Tsiouroupynsk. Ayant perdu son statut de ville, elle le retrouve en 1956. Au cours des décennies suivantes, la ville grandit rapidement, de sorte à atteindre 26 400 habitants en 1991. 
Depuis 1985, la ville est reliée par la route à Kherson, grâce au pont d'Antonivka sur le Dniepr.

### Indépendance
Le 19 mai 2016, la ville est renommée Olechky par la Rada dans le cadre de la décommunisation de l'Ukraine.

### Invasion de l'Ukraine par la Russie
Le 24 février 2022, la ville est prise par les forces armées de la fédération de Russie dans le cadre de leur invasion de l'Ukraine. 

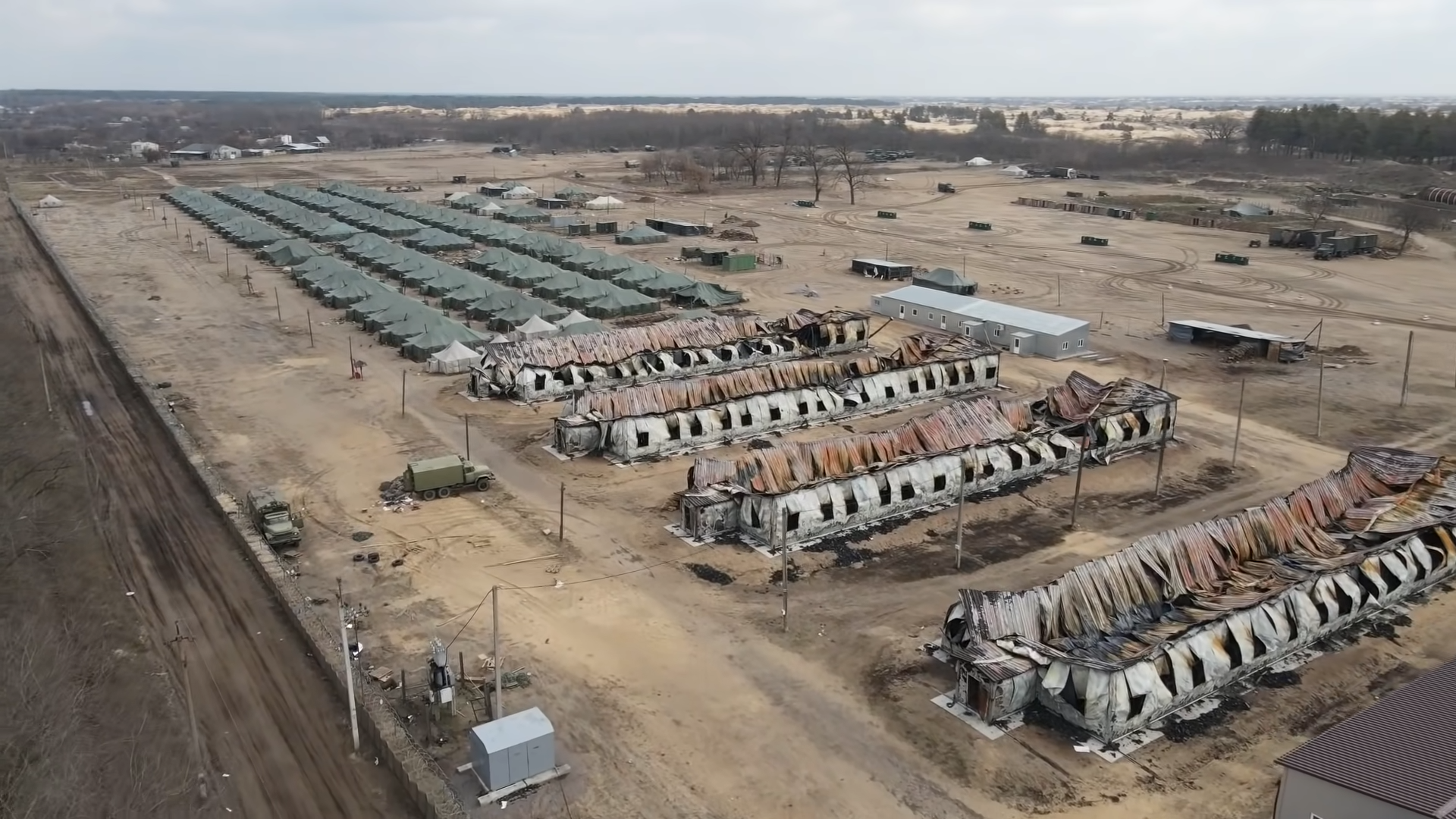
L'armée russe aménage une base aérienne à Radensk.

Le 14 avril 2022, les forces russes retirent le drapeau ukrainien de la façade de l'hôtel de ville pour le remplacer par un drapeau russe. 
Le 20 mars 2023, les forces russes redonnent à la ville le nom de « Tsiouroupynsk », invoquant comme raison « qu'elle faisant partie du renversement des renommages opérés après le coup d'État à Kiev ».
Le 18 avril 2023, l'armée ukrainienne occupe le village de Dachy sur la rive gauche du fleuve Dniepr. Les forces russes se sont retirées sur la rive gauche de la rivière Konka, juste au nord d'Olechky. Cette opération s’est déroulée en au moins deux débarquement distincts.

### Inondations
Le 7 juin 2023, Olechky est quasiment totalement submergée à la suite de la destruction du barrage de Kakhovka, l'eau montant jusqu'à la toiture de nombreux bâtiments,.

### Contre-offensive ukrainienne
Les 24 et 25 juin 2023, les unités ukrainiennes établissent une tête de pont au niveau du pont autoroutier d'Antonivka, après avoir installé un pont mobile sur le Dniepr et utilisé des ferries. Elles poursuivent leur avancée vers le nord d'Olechky en suivant l'axe de l'autoroute M-17.

## Population
Recensements (*) ou estimations de la population :
| 1897* | 1923* | 1926* | 1939*  | 1959*  | 1970*  |
| ----- | ----- | ----- | ------ | ------ | ------ |
| 8 999 | 5 152 | 4 960 | 11 369 | 11 689 | 16 114 |

| 1979*  | 1989*  | 2001*  | 2010*  | 2012   | 2013   |
| ------ | ------ | ------ | ------ | ------ | ------ |
| 20 239 | 24 760 | 24 123 | 25 264 | 25 172 | 25 112 |

## lieux culturels

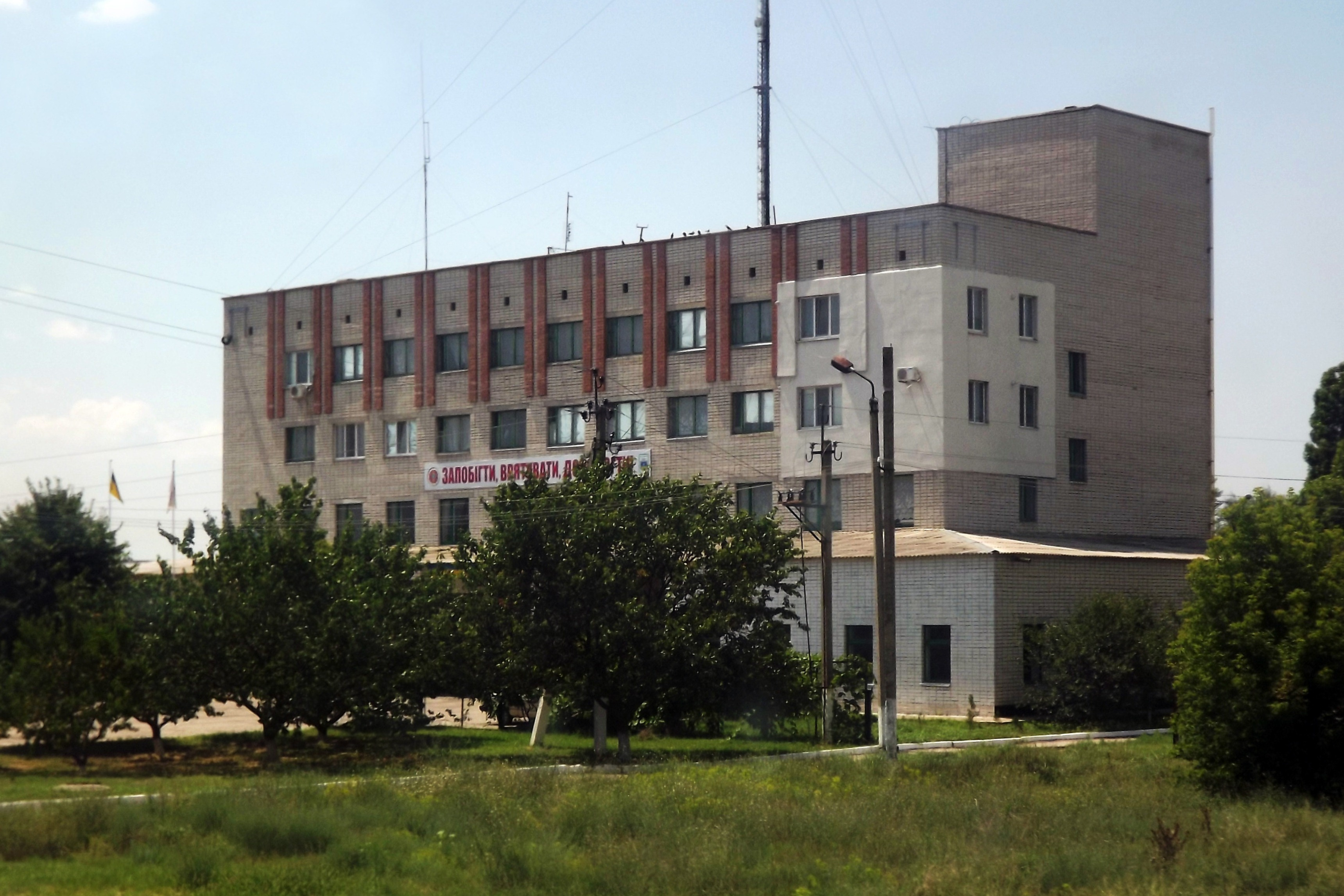
Caserne de pompiers,
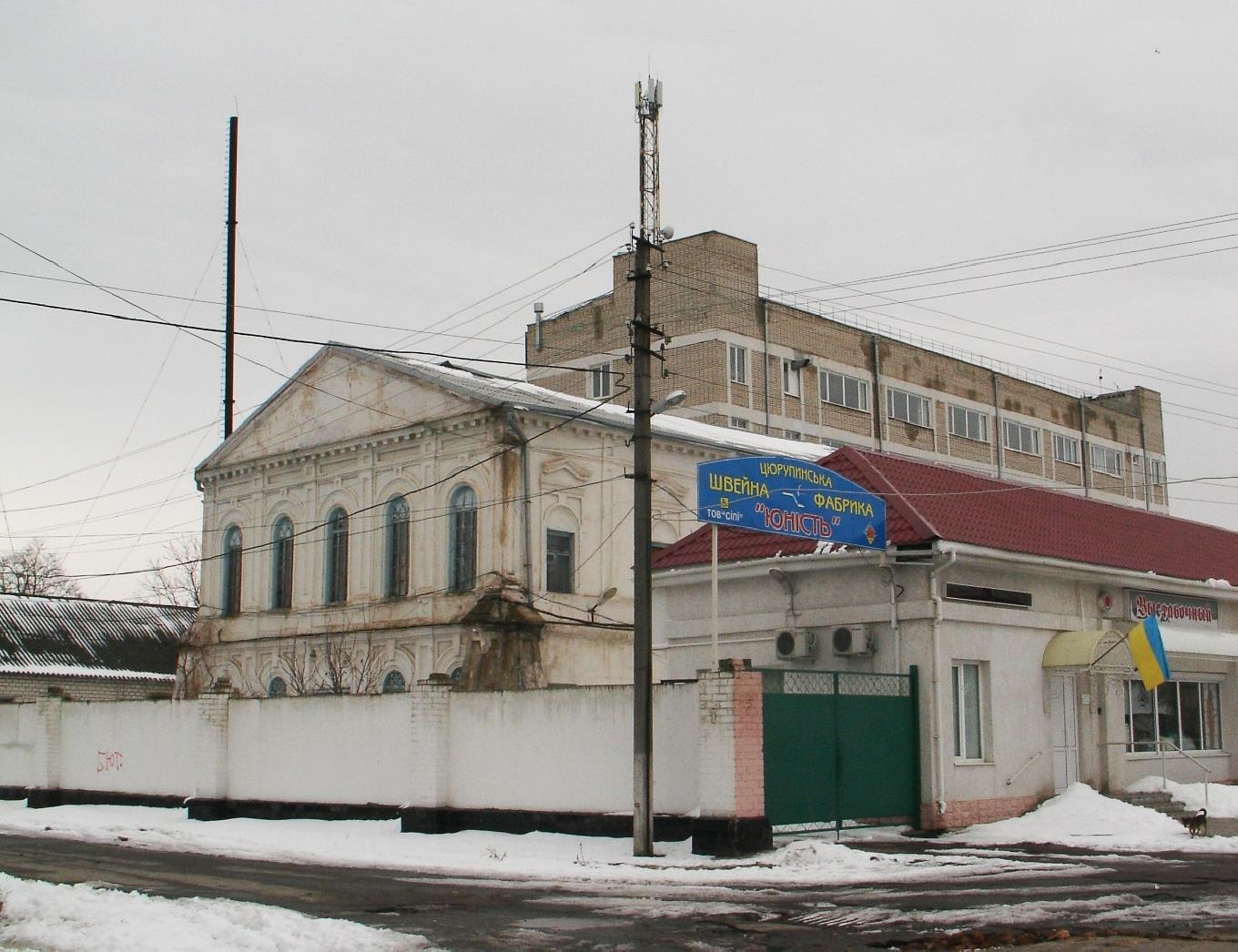
la synagogue,
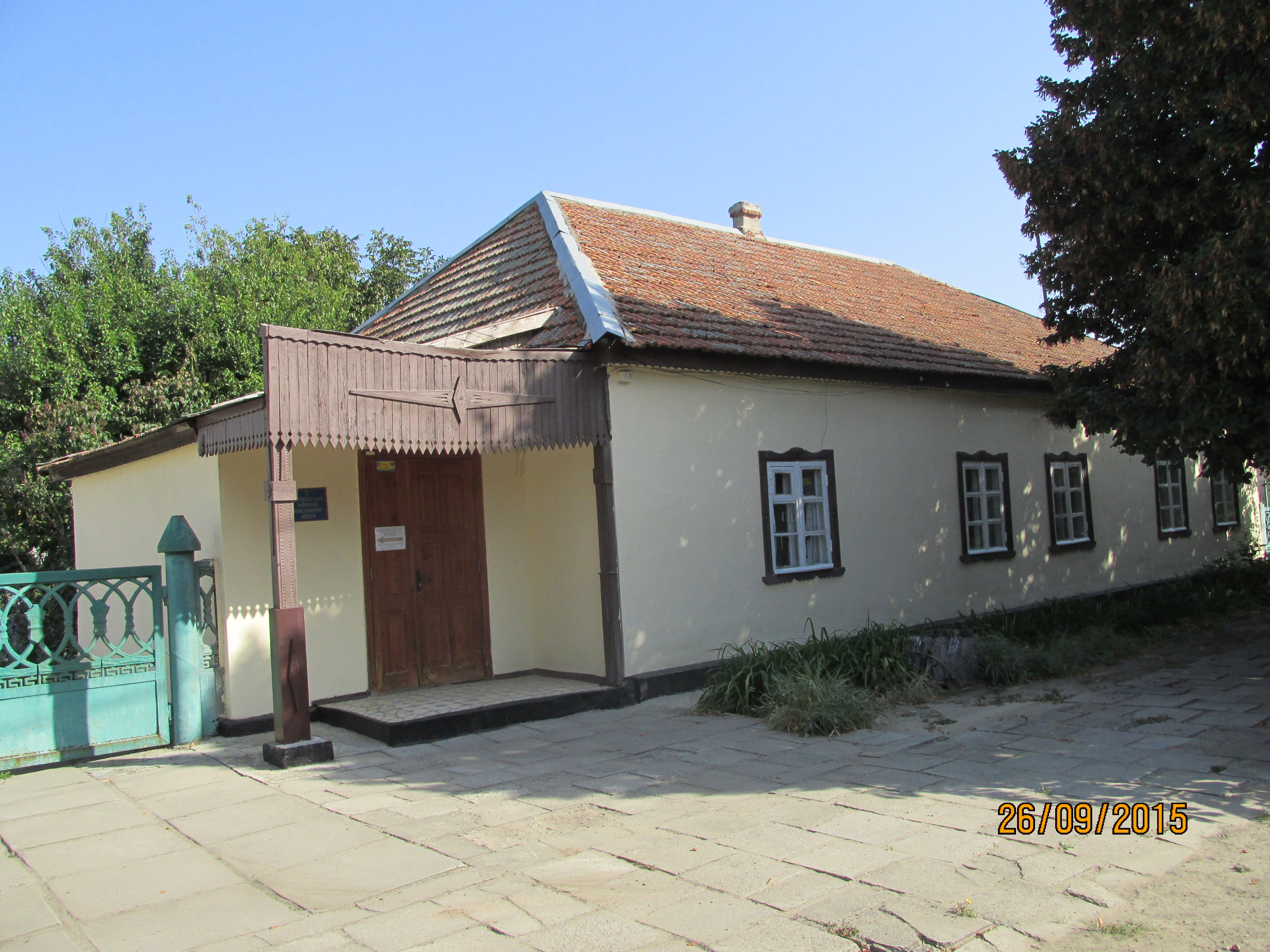
maison natale et musée Alexandre Tsiouroupa classé n° 65-250-1302[11], commissaire du peuple,
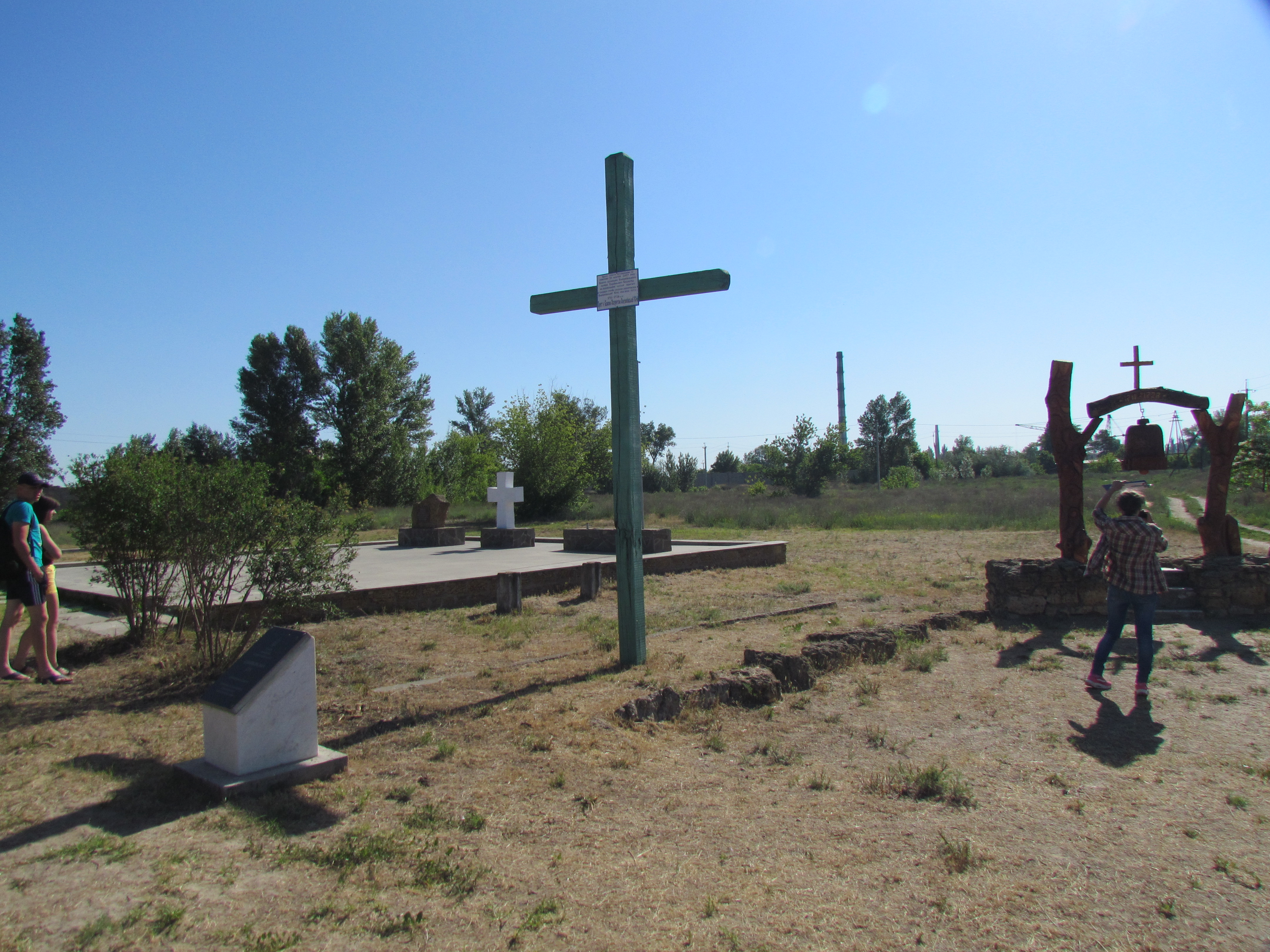
le sitch classé n° 65-250-1309[12].